# William Faulkner
William Cuthbert Faulkner (New Albany, Mississipi, 1897 - Byhalia, Mississipi, 1962) fou un escriptor i guionista estatunidenc guardonat amb el Premi Nobel de Literatura l'any 1949.

## Biografia
Va néixer el 25 de setembre del 1897 a la ciutat de New Albany, situada a l'estat nord-americà de Mississipi. Fill d'uns rics propietaris sudistes, lluità l'any 1918 en la Primera Guerra Mundial en les forces aèries del Canadà i després estudià a la Universitat de Mississipi, on es graduà el 1921.
Amb freqüents problemes ocasionats pel seu alcoholisme, va morir el 6 de juliol del 1962 a la ciutat d'Oxford, situada a l'estat de Mississipi, a causa de les complicacions d'una ferida després de caure del cavall a la finca propietat de la família, on havia viscut des dels cinc anys.

## Obra literària
Entre el 1919 i el 1921, inicià les seves col·laboracions en diferents revistes de l'estat de Mississipi, on publicà els seus primers poemes, que posteriorment recollí en el seu primer llibre, The Marble faun ('El faune de marbre', 1924).
Expulsat de l'oficina de correus on treballava, el 1925 anà a viure a Nova Orleans per fer-hi de periodista i escriure una part de la seva primera novel·la, A Soldier's pay ('La paga del soldat', 1926), obra influenciada per Sherwood Anderson. Aquesta obra va anar seguida, entre d'altres, de Mosquitoes ('Mosquits', 1927); The Sound and the Fury (El soroll i la fúria, 1929), el primer punt d'inflexió en la seva carrera; As I Lay Dying (Mentre agonitzo, 1930); Light in August (Llum d'agost, 1932); Absalom, Absalom! (1936); The Unvanquished ('Els invençuts', 1938); A fable ('Una faula', 1954), guardonada amb el Premi Pulitzer a la millor obra de ficció l'any 1955; The Town (La ciutat, 1957); The Mansion ('La mansió', 1959), i The Reivers ('Els murris', 1962), premiada també amb el Pulitzer l'any 1963. Així mateix, va destacar per la seva gran col·lecció d'històries curtes. Bona part de les seves obres estan ambientades en un territori fictici, el comtat de Yoknapatawpha, a Mississipi.
Com altres autors prolífics, va patir enveges i va ser considerat el rival estilístic d'Ernest Hemingway. Es tracta, probablement, de l'únic modernista americà de la dècada del 1930, seguint la tradició experimental d'escriptors europeus com James Joyce, Virginia Woolf i Marcel Proust, i és conegut pel seu ús de tècniques literàries innovadores, com el monòleg interior, la inclusió de múltiples narradors o punts de vista i salts en el temps dins de la narració.
El 1949, fou guardonat amb el Premi Nobel de Literatura per la seva contribució artística única i de gran abast a la novel·la americana moderna.

## Hollywood
Des del 1932, passà llargues temporades a Hollywood per treballar-hi com a guionista de cinema, i va destacar per la seva col·laboració en films dirigits pel seu amic Howard Hawks: The Big Sleep (El son etern, 1946), To have and have not (Tenir-ne o no, 1944) i Land of the Pharaohs (Terra de faraons, 1955).

## Obra publicada

### Novel·la
| - 1926: Soldiers' Pay - 1927: Mosquitoes - 1929: Sartoris (Flags in the Dust) - 1929: The Sound and the Fury (El brogit i la fúria, trad. de Jordi Arbonès, Proa, 1984; El soroll i la fúria, Proa, 2002, 2008) - 1930: As I Lay Dying (Mentre agonitzo, trad. de Ramon Folch i Camarasa, Proa, 1968, 1990; Mentre em moria, trad. d'Esther Tallada, Edicions de 1984, 2019) - 1931: Sanctuary (Santuari, trad. de Manuel de Pedrolo, Proa, 1970; Sapiens, 2005) - 1932: Light in August (Llum d'agost, trad. de Manuel de Pedrolo, Edicions 62, 1965, 1998; Llum d'agost, trad. d'Esther Tallada, Edicions de 1984, 2018) - 1935: Pylon - 1936: Absalom, Absalom! (Absalom, Absalom!, trad. de Marta Pera, Edicions 62, 1987) - 1938: The Unvanquished - 1939: If I Forget Thee Jerusalem (The Wild Palms/Old Man) (Les palmeres salvatges, trad. de Jordi Arbonès, Proa, 1985) - 1940: The Hamlet (El llogaret, trad. de Maria Iniesta i Agulló, Edicions de 1984, 2014) - 1942: Go Down, Moses - 1948: Intruder in the Dust (Intrús en la pols, trad. de Manuel de Pedrolo, Edicions 62, 1969, 1991, 2002) | - 1951: Requiem for a Nun (Rèquiem per a una monja, trad. d'Hortènsia Curell, Vergara, 1967; Rèquiem per una monja, Edicions 62, 1984) - 1954: A Fable - 1957: The Town (La ciutat, trad. de Maria Iniesta i Agulló, Edicions de 1984, 2015) - 1959: The Mansion (La mansió, trad. d'Esther Tallada, Edicions de 1984, 2017) - 1962: The Reivers - 1973: Flags in the Dust, obra pòstuma - 1921: Vision in Spring - 1924: The Marble Faun - 1932: This Earth, a Poem - 1933: A Green Bough - 1979: Mississippi Poems, obra pòstuma - 1981: Helen, a Courtship and Mississippi Poems, obra pòstuma |

### Contes
| - 1919: Landing in Luck - 1922: The Hill - 1925: Mirrors of Chartres Street - 1925: Damon and Pythias Unlimited - 1925: Jealousy - 1925: Cheest - 1925: Out of Nazareth - 1925: The Kingdom of God - 1925: The Rosary - 1925: The Cobbler - 1925: Chance - 1925: Sunset - 1925: The Kid Learns - 1925: The Liar - 1925: Home - 1925: Episode - 1925: Country Mice - 1925: Yo Ho and Two Bottles of Rum - 1930: A Rose for Emily - 1930: Honor - 1930: Thrift - 1930: Red Leaves - 1931: Ad Astra - 1931: Dry September - 1931: That Evening Sun - 1931: Hair - 1931: Spotted Horses - 1931: The Hound - 1931: Fox Hunt - 1931: Carcassonne - 1931: Divorce in Naples - 1931: Victory - 1931: All the Dead Pilots - 1931: Crevasse - 1931: Mistral - 1931: A Justice - 1931: Dr. Martino - 1931: Idyll in the Desert - 1932: Miss Zilphia Grant - 1932: Death Drag - 1932: Centaur in Brass | - 1932: Once Aboard the Lugger (I) - 1932: Lizards in Jamshyd's Courtyard - 1932: Turnabout - 1932: Smoke - 1932: Mountain Victory - 1933: There Was a Queen - 1933: Artist at Home - 1933: Beyond - 1934: Elly - 1934: Pennsylvania Station - 1934: Wash - 1934: A Bear Hunt - 1934: The Leg - 1934: Black Music - 1934: Mule in the Yard - 1934: Ambuscade - 1934: Retreat - 1934: Lo! - 1934: Raid - 1935: Skirmish at Sartoris - 1935: Golden Land - 1935: That Will Be Fine - 1935: Uncle Willy - 1935: Lion - 1936: The Brooch - 1936: Two Dollar Wife - 1936: Fool About a Horse - 1936: Vendee - 1937: Monk - 1939: Barn Burning - 1939: Hand Upon the Waters - 1940: A Point of Law - 1940: The Old People - 1940: Pantaloon in Black - 1940: Gold Is Not Always - 1940: Tomorrow - 1941: The Tall Men - 1942: Two Soldiers - 1942: Delta Autumn - 1942: The Bear - 1943: Afternoon of a Cow - 1943: Shingles for the Lord | - 1943: My Grandmother Millard and General Bedford Forrest and the Battle of Harrykin Creek - 1943: Shall Not Perish - 1946: Appendix, Compson, 1699-1945 - 1946: An Error in Chemistry - 1948: A Courtship - 1949: Knight's Gambit - 1950: A Name for the City - 1951: Notes on a Horsethief - 1954: Mississippi - 1954: Sepulture South: Gaslight - 1955: Race at Morning - 1955: By the People - 1962: Hell Creek Crossing publicació pòstuma - 1965: Mr. Acarius - 1967: The Wishing Tree (L'arbre dels desitjos, trad. d'Albert Fontich, Edicions B, 1989) - 1971: Al Jackson - 1973: And Now What's To Do - 1973: Nympholepsy - 1976: The Priest - 1977: Mayday - 1978: Frankie and Johnny - 1979: Don Giovanni - 1979: Peter - 1979: A Portrait of Elmer - 1979: Adolescence - 1979: Snow - 1979: Moonlight - 1979: With Caution and Dispatch - 1979: Hog Pawn - 1979: A Dangerous Man - 1979: A Return - 1979: The Big Shot - 1979: Dull Tale - 1979: Evangeline - 1988: Love - 1995: Christmas Tree - 1995: Rose of Lebanon - 1999: Lucas Beauchamp |

## Traduccions al català
Segons Xavier de Bru de Sala, les traduccions al català de Faulkner, almenys fins al 1999, eren deficient, ja que la meitat de llurs novel·les no estaven traduïdes de manera satisfactòria, sinó deficient. A excepció, de les traduccions satisfactòries de Folch i Camarasa.
A partir de 2014, Edicions de 1984 va iniciar una nova sèrie de traduccions pròpies de les obres principals de William Faulkner, i a 2024, ja acumulen set noves traduccions.

## Llegat

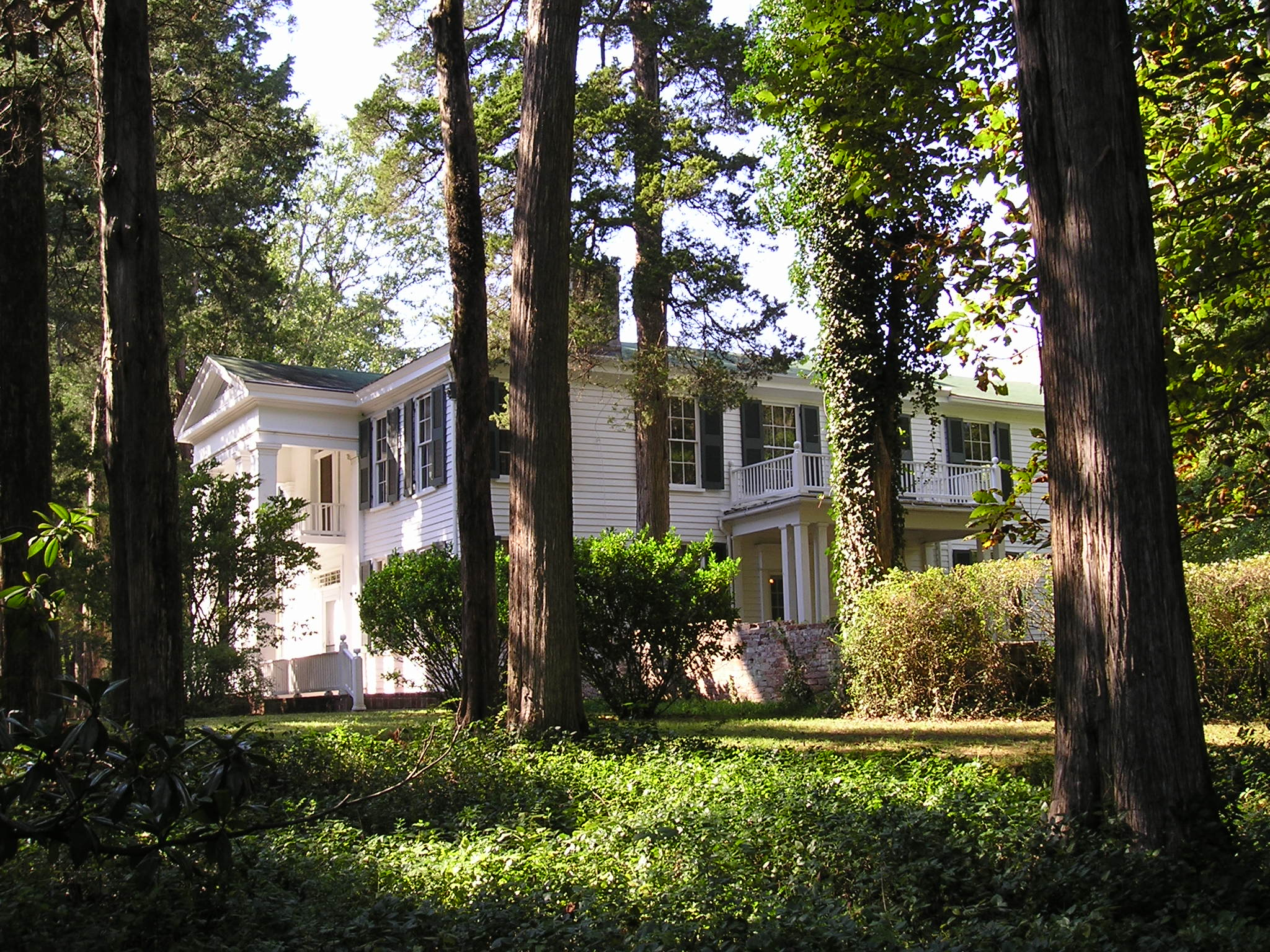
La casa de Faulkner, Rowan Oak, és mantinguda per la Universitat de Mississipí.

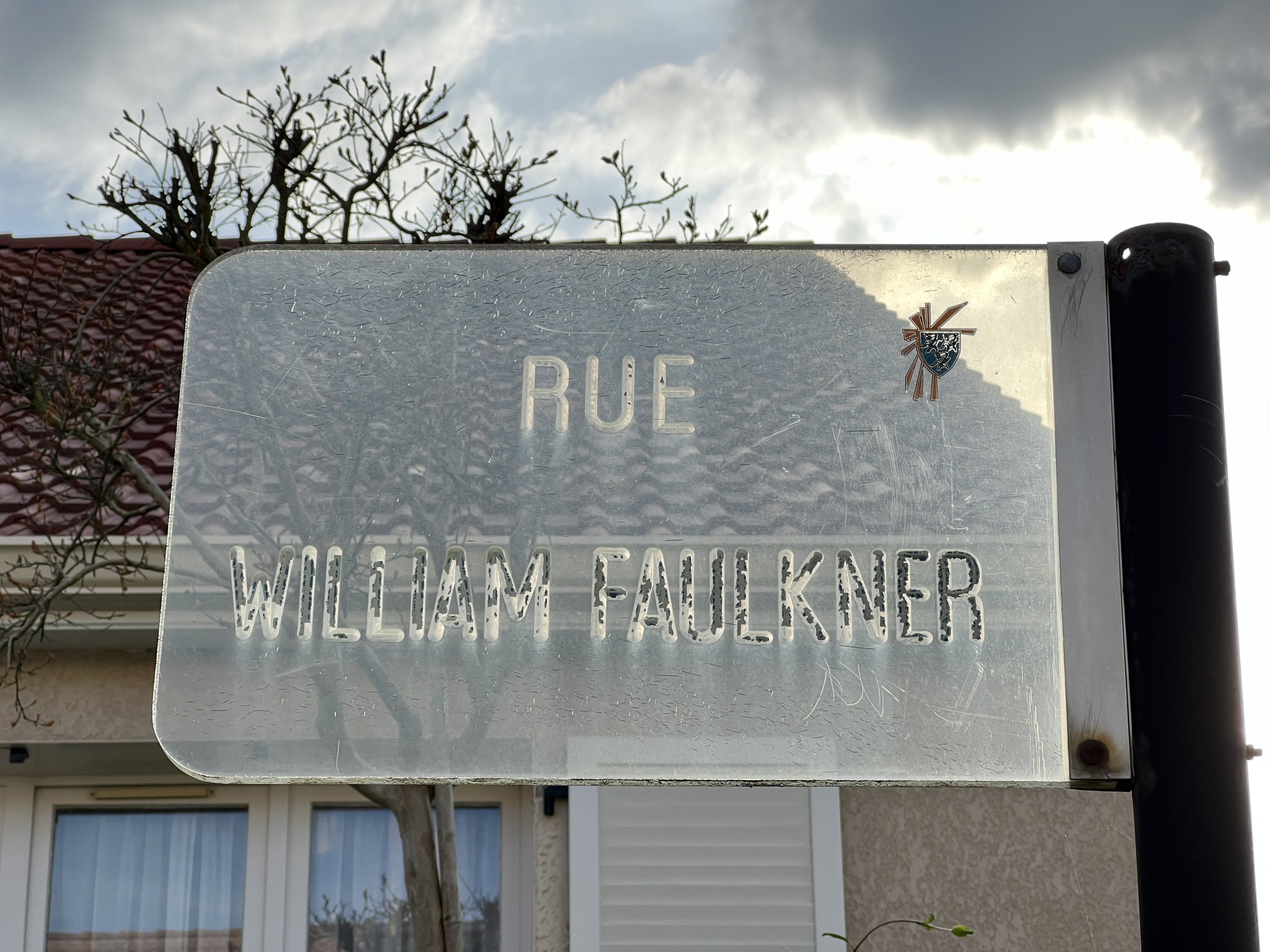
Un carrer parisenc que porta el nom de Faulkner

### Influència
Faulkner és àmpliament considerat una figura important en la literatura del sud; Flannery O'Connor va escriure que "la presència sola de Faulkner entre nosaltres marca una gran diferència en el que l'escriptor pot i no pot permetre's fer. Ningú vol que el seu vagó estiguin estancats a la mateixa pista on la Dixie Limited està rugint". El 1943, mentre treballava a Warner Brothers, Faulkner va escriure una carta d'ànim a una jove escriptora de Mississipí, Eudora Welty. Segons la crítica i traductora Valerie Miles, la influència de Faulkner en la ficció llatinoamericana és considerable, amb mons de ficció creats per Gabriel García Márquez (Macondo) i Juan Carlos Onetti (Santa Maria) "molt en la línia de" Yoknapatawpha, i que La mort d'Artemio Cruz de Carlos Fuentes no existiria si no fos per As I Lay Dying. El mateix Fuentes va citar Faulkner com un dels escriptors més importants per a ell. Faulkner va tenir una gran influència en Mario Vargas Llosa, especialment en les seves primeres novel·les El temps de l'heroi, La casa verde i Conversa a la catedral. Vargas Llosa ha afirmat que durant els seus anys d'estudiant va aprendre més de Yoknapatawpha que de les classes. Jorge Luis Borges va traduir al castellà The Wild Palms de Faulkner.
Les obres de William Faulkner tenen una clara influència sobre el novel·lista francès Claude Simon, i el novel·lista portuguès António Lobo Antunes. Cormac McCarthy ha estat descrit com un "deixeble de Faulkner".
A The Elements of Style, EB White cita Faulkner: "Si les experiències de Walter Mitty, de Dick Diver, de Rabbit Angstrom han semblat de moment reals a innombrables lectors, si en llegir Faulkner tenim gairebé la sensació d'habitar el comtat de Yoknapatawpha durant la decadència del Sud, és perquè els detalls utilitzats són definits, els termes concrets". Més tard, l'estil de Faulkner es contrasta amb el de Hemingway.
Després de la seva mort, Estelle i la seva filla, Jill, van viure a Rowan Oak fins a la mort d'Estelle el 1972. La propietat va ser venuda a la Universitat de Mississipí aquell mateix any. La casa i el mobiliari es mantenen tal com eren en l'època de Faulkner. Els gargots de Faulkner es conserven a la paret, inclòs el contorn del dia a dia que cobreix una setmana que va escriure a les parets del seu petit estudi per ajudar-lo a fer un seguiment dels girs de la trama a la seva novel·la A Fable. Alguns dels premis Nobel de Faulkner van ser per establir la Fundació William Faulkner. Va donar un premi a la Primera Novel·la Notable; Els guanyadors van incloure A Separate Peace de John Knowles, V. de Thomas Pynchon, The Orchard Keeper de Cormac McCarthy, The Origin of the Brunists de Robert Coover i A Fan's Notes de Frederick Exley. A partir de 1981, es va convertir en el PEN/Faulkner Award for Fiction, fundat per, entre d'altres, Mary Lee Settle com a alternativa al National Book Award.
Algunes de les obres de Faulkner han estat adaptades al cinema. Han rebut una resposta polaritzada, amb molts crítics que afirmen que les obres de Faulkner són "infilmables". L'obra final de Faulkner, The Reivers, va ser adaptada a una pel·lícula de 1969 protagonitzada per Steve McQueen. La pel·lícula neooccidental de Tommy Lee Jones The Three Burials of Melquiades Estrada es va basar en part en As I Lay Dying de Faulkner.
Durant l'ocupació nazi de França a la Segona Guerra Mundial, els ocupants alemanys van prohibir la literatura nord-americana. Va sorgir un mercat negre de llibres nord-americans i la lectura d'obres de Hemingway i Faulkner es va convertir en un acte de desafiament. Faulkner segueix sent especialment popular a França, on una enquesta de 2009 el va trobar com el segon escriptor més popular (després només de Marcel Proust). El contemporani Jean-Paul Sartre va afirmar que "per als joves de França, Faulkner és un déu", i Albert Camus va fer una adaptació escènica del Rèquiem per una monja de Faulkner. A Al final de l'escapada de Jean-Luc Godard, Patricia (Jean Seberg) cita Les palmeres salvatges: "Entre el dolor i el res, em portaré el dolor".
També va guanyar el Premi Nacional de Llibres dels EUA dues vegades, per Històries Recopilades el 1951 i A Fable el 1955.

El Servei Postal dels Estats Units va emetre un segell de 22 cèntims en el seu honor el 3 d'agost de 1987. Faulkner havia exercit una vegada com a director de correus a la Universitat de Mississipí, i en la seva carta de renúncia el 1923 va escriure:
| « | Mentre visqui sota el sistema capitalista, espero que la meva vida sigui influenciada per les demandes de la gent amb diners. Però seré condemnat si em proposo estar al servei de tot canalla itinerant que tingui dos cèntims per invertir en un segell de correus. Aquesta és, senyor, la meva renúncia. | » |

El 10 d'octubre de 2019, es va instal·lar un marcador històric Mississippi Writers Trail a Rowan Oak d'Oxford, Mississipí, en honor a les contribucions de William Faulkner al panorama literari nord-americà.